# Tonhalle St. Gallen

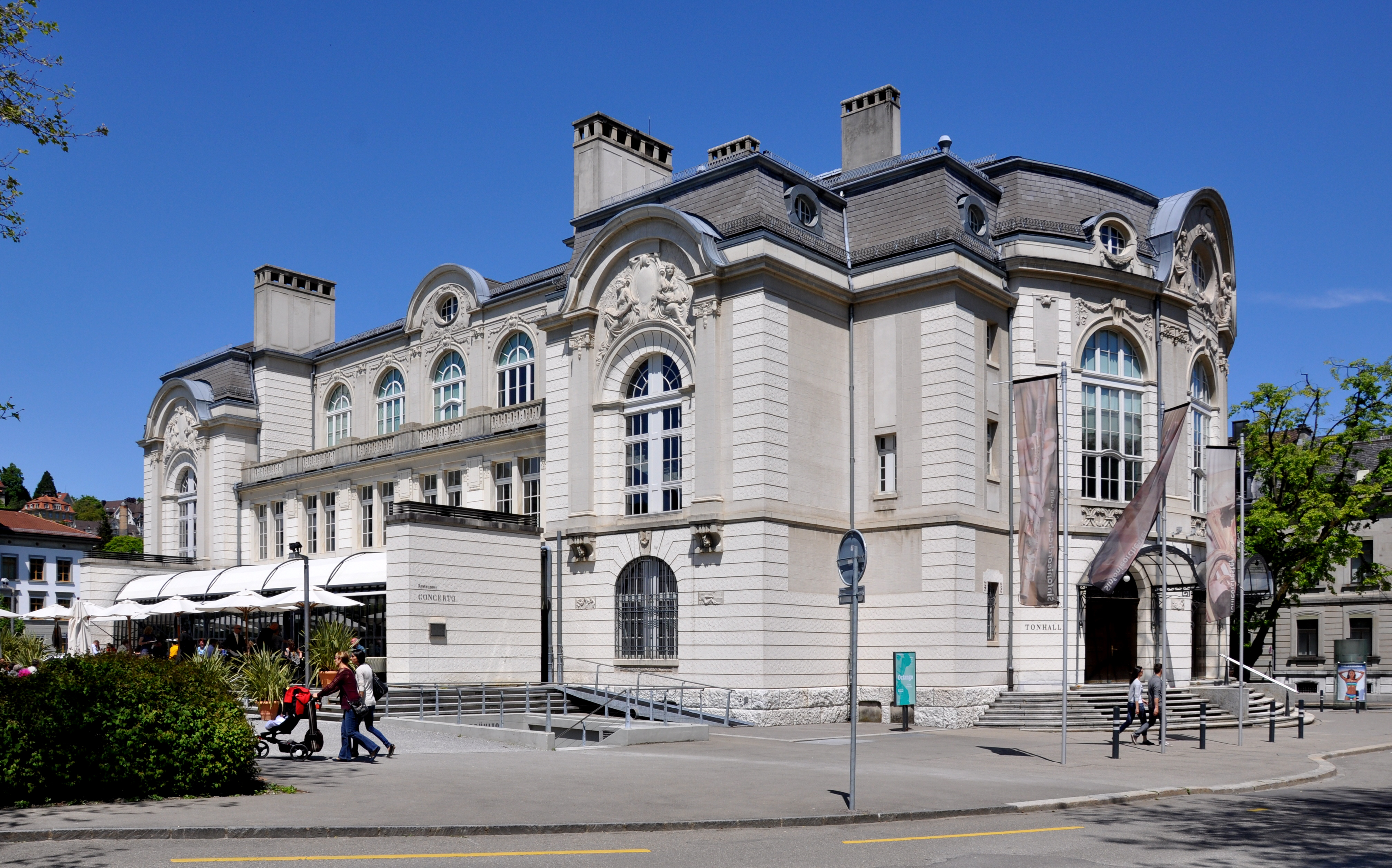
Tonhalle St. Gallen

Die Tonhalle St. Gallen ist ein 1909 eröffnetes Konzerthaus im schweizerischen St. Gallen. In der Tonhalle finden die Konzerte des Sinfonieorchesters St. Gallen statt, das auch dem gegenüberliegenden Theater St. Gallen als Orchester dient. Ausserdem finden in der Tonhalle Gastkonzerte und vielfältige andere Veranstaltungen statt.

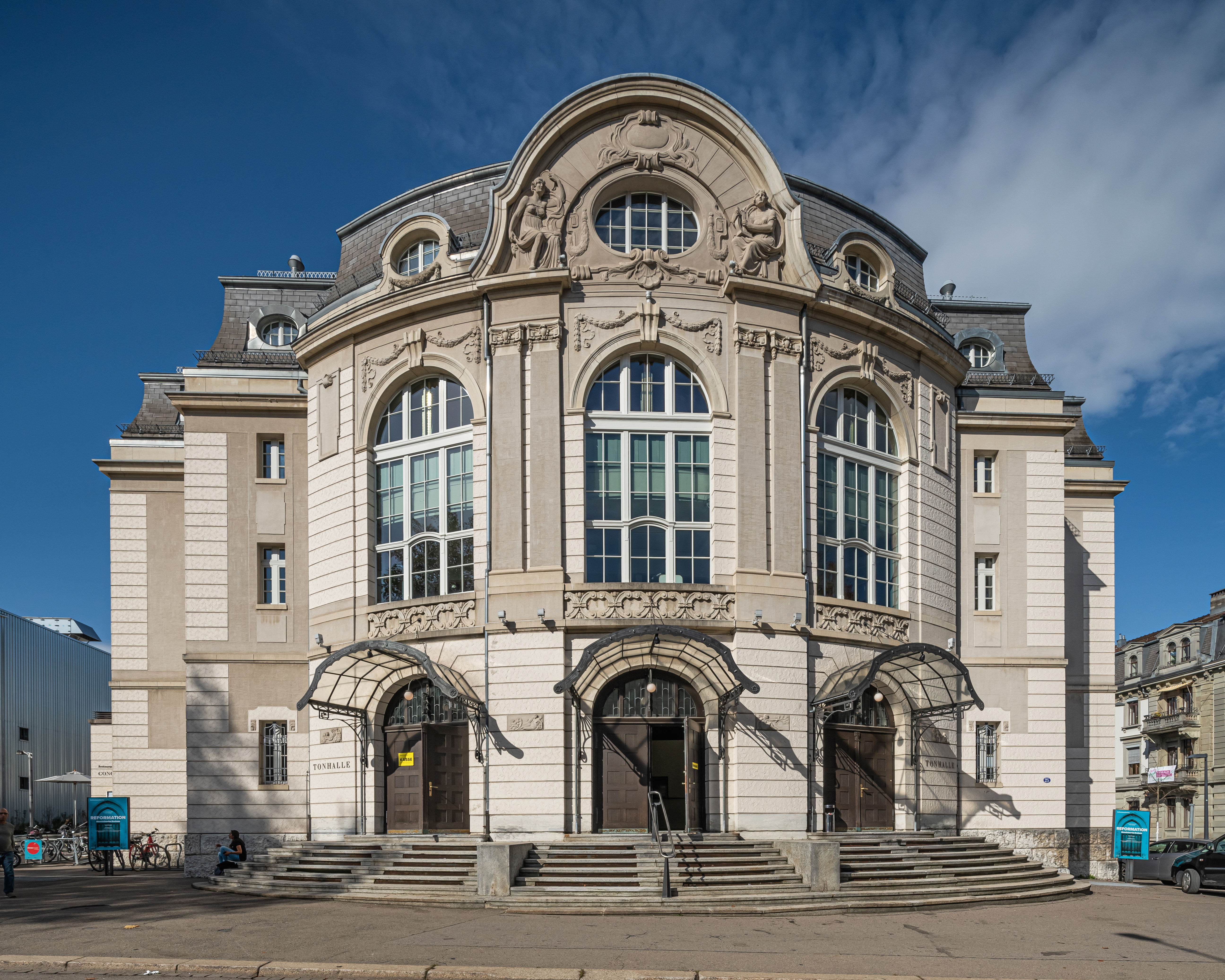
Tonhalle St. Gallen, Eingangsfront

Die Tonhalle steht als Kulturgut von kantonaler Bedeutung (Kategorie B, KGS-Nr. 8347) unter Kulturgutschutz.

## Geschichte
In der Blütezeit der St. Galler Stickerei Ende des 19. Jahrhunderts wuchs die Stadtbevölkerung stark an, und der bisher für Konzerte des Konzertvereins St. Gallen und Veranstaltungen anderer Vereine genutzte Bibliothekssaal des Kantonsschulgebäudes wurde als zu klein und in seiner Ausstattung als unzureichend empfunden. Ein erster Anlauf für den Bau einer Konzerthalle 1883 schlug zunächst fehl, und erst eine Spendenzusage von insgesamt 150'000 Franken des Textilfabrikanten Oberst Kirchhofer brachte 1899 Bewegung in das Bauprojekt.

Nach einer längeren Standortdiskussion und Verzögerungen durch Mehrkosten konnte das Haus ab 1906 durch die „Tonhalle-Bau-Gesellschaft“ auf dem Brühl (Museumstrasse 25), an der Schnittstelle von Altstadt und Museumsviertel, errichtet werden. Der Entwurf des Architekten Julius Kunkler, der elf Jahre als erster Geige im Orchester mitgewirkt hatte, vereinte den für Konzertbauten der Zeit typischen Neobarock mit Elementen des Jugendstils. Die Bauweise war für Konzertbauten revolutionär: als Traggerüst diente ein Eisenbetonskelett des innovativen Bauingenieurs Robert Maillart, die Aussenverkleidung bestand aus verputztem Backstein.

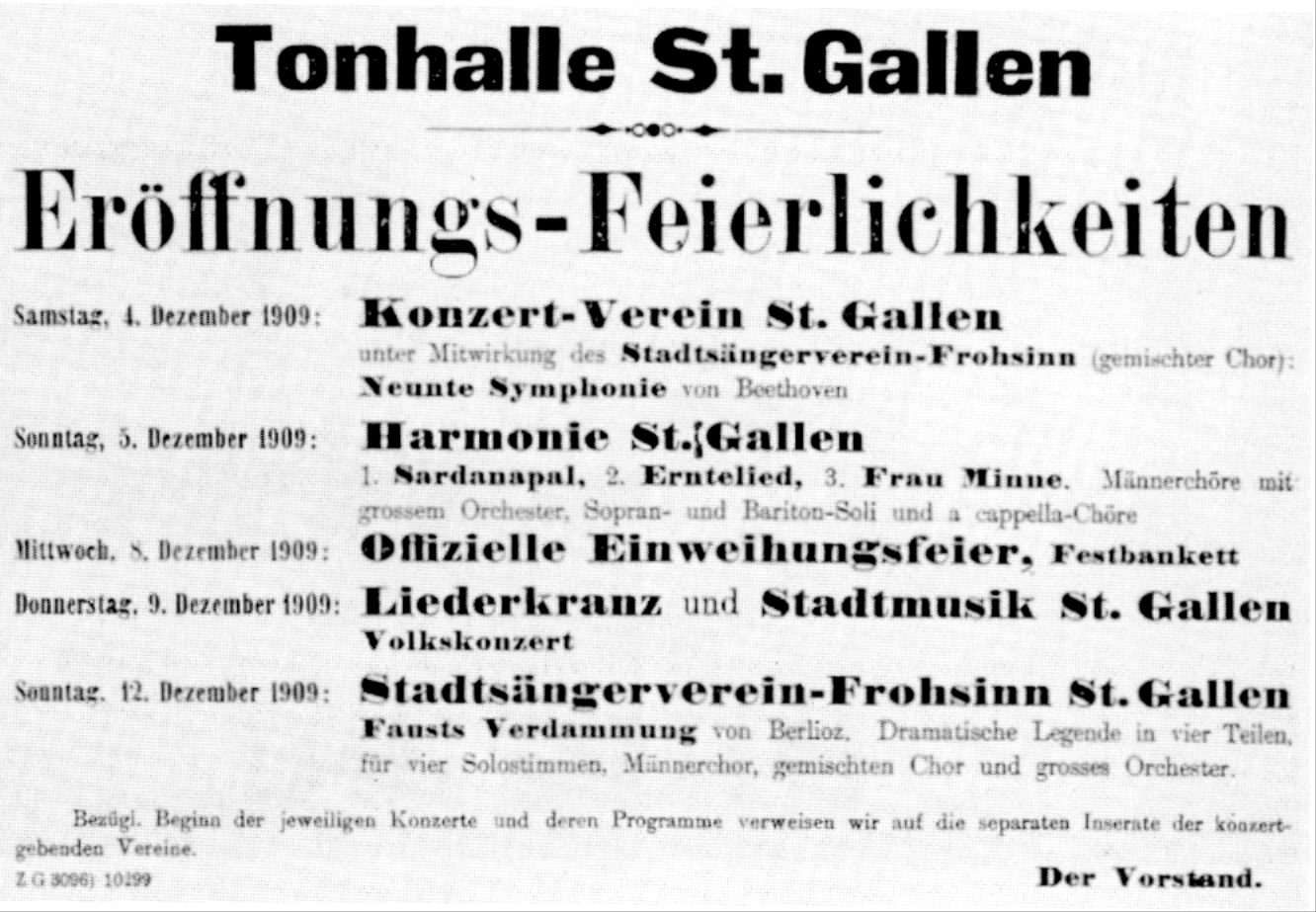
Programm der Eröffnungs-Feierlichkeiten 1909

Zur Eröffnung am 4. Dezember 1909 spielte das Orchester des Konzertvereins St. Gallen unter Mitwirkung des Stadtsängervereins „Frohsinn“ die 9. Sinfonie von Ludwig van Beethoven. Am nächsten Tag stand ein Chorkonzert der Harmonie St. Gallen auf dem Programm, und ein Festbankett, ein Volkskonzert des Liederkranzes und der Stadtmusik sowie eine Aufführung der dramatischen Legende Fausts Verdammnis von Berlioz durch den „Frohsinn“ komplettierten im Laufe der folgenden Woche die Eröffnungsfeierlichkeiten.
Neben dem Konzertvereinsorchester und anderen lokalen Musikorganisationen spielten bald auch auswärtige Orchester in der Tonhalle. Zu den grössten Namen der Musikwelt, die in der Tonhalle zu Gast waren, zählten das Gewandhausorchester Leipzig unter Arthur Nikisch, die Münchner Hofkapelle unter Richard Strauss, die Wiener Philharmoniker unter Felix Weingartner und das Orchester der Mailänder Scala unter Arturo Toscanini.
1917 wurde Othmar Schoeck Kapellmeister des Orchesters des Konzertvereins und führte in den folgenden Jahren bis zu seinem Abschied 1944 in der Tonhalle die Sinfonien von Gustav Mahler und Anton Bruckner sowie Werke von Richard Strauss (oftmals in St. Galler Erstaufführungen) auf, aber auch vermehrt eigene Werke. Neben den Abonnentenkonzerten standen kammermusikalische Matineen und populäre „Volkskonzerte“ auf dem Programm der Tonhalle.

Ab 1941 bis ca. 1990 wurde die Tonhalle einmal jährlich als Schankbetrieb durch die Publikumsmesse OLMA zweckentfremdet, wodurch bis zu einem Monat lang der Konzertbetrieb zum Erliegen kam.

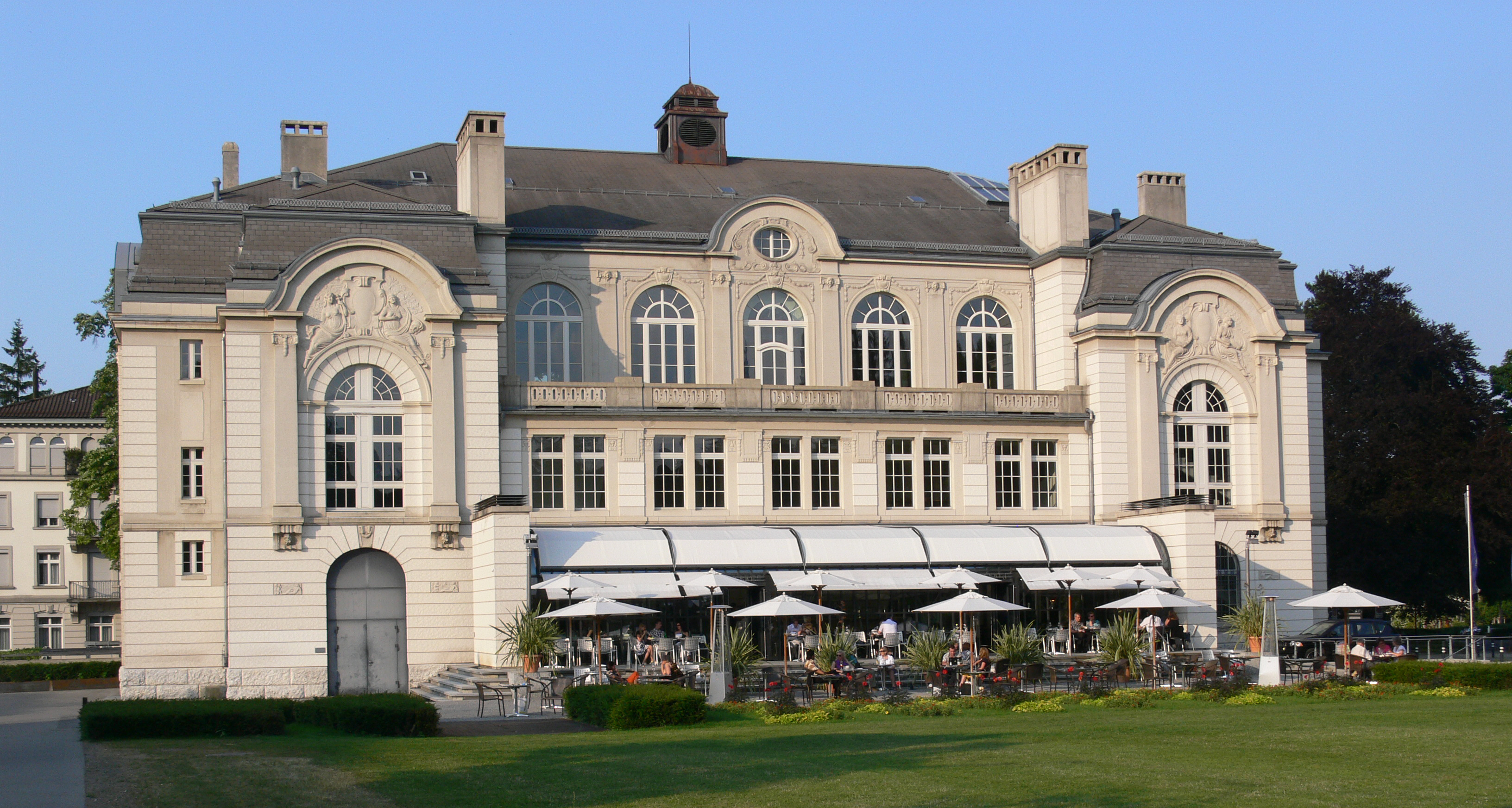
Tonhalle St. Gallen, Seitenansicht zum Park mit Restaurantterrasse

Als das auch als Theaterorchester fungierende, inzwischen in Städtisches Orchester umbenannte Orchester des Konzertvereins im Zuge des Neubaus des Theaters St. Gallen Ende der 1960er erheblich vergrössert wurde, fanden die Konzerte weiterhin in der Tonhalle statt, die jedoch inzwischen stark renovierungsbedürftig und technisch völlig veraltet war. 1983 kaufte die Stadt St. Gallen das Haus von der „Tonhalle-Gesellschaft“, die diese Renovierungen finanziell nicht stemmen konnte und sich daraufhin auflöste. Nach einer Volksabstimmung am 1. April 1990, die ein Mehr für die Tonhallen-Renovierung erbrachte, konnte das Gebäude unter Gesamtkosten von etwa 16 Millionen Franken durch das Architekturbüro Bamert, Müller & Niedermann renoviert werden. Dabei wurde die Bühne vergrössert, die Garderoben wurden neu gestaltet und ein neues Restaurant wurde angebaut. Vom 5. bis 9. Mai 1993 wurde das renovierte Haus nach drei Jahren Bauzeit eingeweiht.
2010 wurde die Bühne erneut neu gestaltet und dabei die Saalakustik mit einem „Klangwolke“ genannten Diffraktor in der Kuppel optimiert.

## Säle
Grosser Saal
Der Grosse Saal im ersten Geschoss bietet 891 Sitzplätze in Parkett und Rang und ist per Saalteilung verkleinerbar auf 558 Sitzplätze.
Kleiner Saal
Als „Kleiner Saal“ wird der durch Saalteilung abgetrennte Bereich des Grossen Saals bezeichnet. Er eignet sich für Kammermusikkonzerte und bietet 253 Sitzplätze.
Intermezzo
Als „Intermezzo“ wird ein Mehrzwecksaal im Erdgeschoss bezeichnet, der etwa 100 Sitzplätze bietet.